# 友罪
『友罪』（ゆうざい）は、2013年に集英社より発行された薬丸岳の小説。また、それを原作とした2018年の日本映画。

## あらすじ
元雑誌記者の益田純一は、編集方針を巡って編集者と暴力沙汰を起こしてしまい、書き手として廃業していた。日雇い生活を繰り返す中、社員寮のある町工場に職を得るようになる。同時期に鈴木という同世代の男性とともに試用期間に入った益田は、慣れない仕事に悪戦苦闘する。一方、鈴木は多くの技能・資格を持っていて不愛想だが即戦力ともいえる人材だった。益田は学生時代に友人がいじめを受け自殺したことに、罪の意識を感じていた。ギリギリまで友人の側にいた益田だったが、最後の最後でいじめる側に回ってしまい、その直後に友人は自ら命を絶った。一方の鈴木は、仕事からの帰り道に男から追いかけられている美代子と出会う。彼女はかつて男に騙され、アダルトビデオに半ば強引に出演させられた過去があり、そのことから逃れるために人目を避けるように暮らしていた。

## 登場人物
益田純一（ますだ じゅんいち）
27歳。ジャーナリストであったが、上司との確執から退職し、現在は町工場で働いている。
鈴木秀人（すずき ひでと）
本名は「青柳健太郎（あおやぎ けんたろう）」
藤沢 美代子（ふじさわ みよこ）
白石弥生（しらいし やよい）
山内（やまうち）
清水（しみず）
29歳。
内海（うつみ）
21歳。
達也（たつや）
美代子の昔の彼氏。
杉本清美（すぎもと きよみ）
益田の大学の時の同期生。
須藤（すどう）
桜井学（さくらい まなぶ）
中学2年生の時に自殺した、益田の同級生。

## 映画
2018年5月25日に公開。監督・脚本は瀬々敬久、主演は生田斗真と瑛太。

### キャスト
- 益田純一 - 生田斗真
- 鈴木秀人 / 青柳健太郎 - 瑛太
- 藤沢美代子 - 夏帆
- 杉本清美 - 山本美月
- 白石弥生 - 富田靖子
- 清水 - 奥野瑛太
- 内海 - 飯田芳
- 川島社長 - 小市慢太郎
- 村上院長 - 矢島健一
- バーテン 小杉 - 青木崇高
- 唐木達也 - 忍成修吾
- 山内智子 - 西田尚美
- 飯島武士 - 村上淳
- 飯島麻奈美 - 片岡礼子
- 山内正人 - 石田法嗣
- 千尋 - 北浦愛
- 桜井さちこ - 坂井真紀
- 須藤編集長 - 古舘寛治
- 白石唯 - 蒔田彩珠
- タクシー会社事務員 - 宇野祥平
- 岸上 - 大西信満
- 篠塚朝子 - 渡辺真起子
- 篠塚 - 光石研（特別出演）
- 山内修司 - 佐藤浩市

### スタッフ
- 原作 - 薬丸岳『友罪』（集英社文庫刊）
- 監督・脚本 - 瀬々敬久
- 音楽 - 半野喜弘
- 製作 - 大村英治、松井智、依田翼、藤島ジュリーK.、下田淳行、木下暢起、吉野達也、安部順一
- エグゼクティブプロデューサー - 青木竹彦、金井隆治
- 企画・プロデュース - 武田吉孝、下田淳行
- プロデューサー - 大瀧亮、星野秀樹
- 協力プロデューサー - 永田芳弘
- ラインプロデューサー - 及川義幸
- 撮影 - 鍋島淳裕（J.S.C.）
- 照明 - かげつよし
- 美術 - 磯見俊裕
- 装飾 - 松葉明子
- 録音 - 髙田伸也
- 編集 - 早野亮
- VFXスーパーバイザー - 立石勝
- スクリプター - 江口由紀子
- スタイリスト - 纐纈春樹
- ヘアメイク - 若林幸子
- 助監督 - 海野敦
- 制作担当 - 馬渕敦史
- 助成 - 文化庁文化芸術振興費補助金
- 配給 - ギャガ
- 制作プロダクション - ツインズジャパン
- 製作 - 映画「友罪」製作委員会（WOWOW、ハピネット、ギャガ、ジェイ・ストーム、ツインズジャパン、集英社、TBSラジオ、読売新聞社）

### 受賞
- 第92回キネマ旬報ベスト・テン[3]
  - 日本映画監督賞（瀬々敬久） - 『菊とギロチン』と合わせての受賞
  - 日本映画ベスト・テン第8位